# Genmodifierade livsmedel
Genmodifierade livsmedel (Genetically modified food, GMF) är livsmedel där någon ingående råvara fått sin arvsmassa modifierad (Genetically modified organism, GMO). De vanligaste livsmedelsprodukterna som genmodifierats är majs, potatis, raps och sojabönor. Skälet till att ändra arvsmassan kan vara att göra grödan resistent mot vissa sorters insektsangrepp.
För att få sälja genmodifierade livsmedel inom EU måste de först godkännas, vilket kräver att en riskvärdering görs. I den bedömer man bland annat om de genmodifierade livsmedlen skiljer sig från "originalet", exempelvis med avseende på fett, protein, vitaminer, toxiner och näringsvärde. Dessutom bedömer man om ämnet kan utlösa allergiska reaktioner eller bli giftigt.
Att använda GMO i livsmedel är kontroversiellt. Motståndarna pekar bland annat att man med genmodifieringen kan föra över protein, som vissa personer är överkänsliga mot, till en ny ingrediens som inte haft den innan och därmed minska mängden livsmedel som dessa personer kan förtära.
Förespråkarna hävdar att detta har inte hänt och pekar på den kontroll som finns inom EU. En metastudie 2014 pekade på att djur som ges genmodifierad föda inte skiljer sig från djur vars föda inte är genmodifierad.
GMO får inte användas i mat som säljs med ekologisk produktmärkning.

## Historia
Den första genetiskt modifierade organismen presenterades 1973, då man hade modifierat världens troligtvis mest studerade organism, E. coli-bakterien. Man lyckades sju år senare modifiera en mus och ytterligare tre år efter det publicerades den första vetenskapliga artikeln om hur man genetiskt kunde modifiera en växt.
År 1996 var första året som genmodifierade grödor (GM-grödor, GMG, eller en GM crops, GMC:s och biotech crops) odlades kommersiellt, då odlades 1,7 miljoner hektar, medan det idag är uppe i miljarder. USA, Brasilien och Argentina är de länder som genom åren har odlat flest hektar GM-grödor. Raps, soja, bomull, papaya och majs är några av de vanligaste GM-grödorna. Ungefär 80% av sojan och bomullen och 1/3 av majsen och rapsen som odlas idag är genmodifierad.

## GMO i Sverige
I Sverige odlar man inte GM-grödor i så stor utsträckning, utan har främst försöksodlingar för tester och forskning. Det finns en potatis som är extra rik på stärkelse, den så kallade Amflorapotatisen, som under två år odlades i Sverige till försäljning.

### Hur går det till?
När man har fått fram en planta med de önskade egenskaperna, ansöker man om att få testa att odla den. Innan fältförsök får utföras måste det göras en riskbedömning för att säkerställa att odlingen inte ger några negativa effekter. Växten odlas sedan i en kontrollerad miljö och regelbundna tester utförs. Om allt går som planerat kan producenten sedan ansöka om tillstånd att få odla och sälja. Det krävs även tillstånd för att importera GM-grödor, vilket har skapat konflikter mellan EU och USA då man i USA uppfattar dessa regler som handelshinder.

## Många av dagens grödor

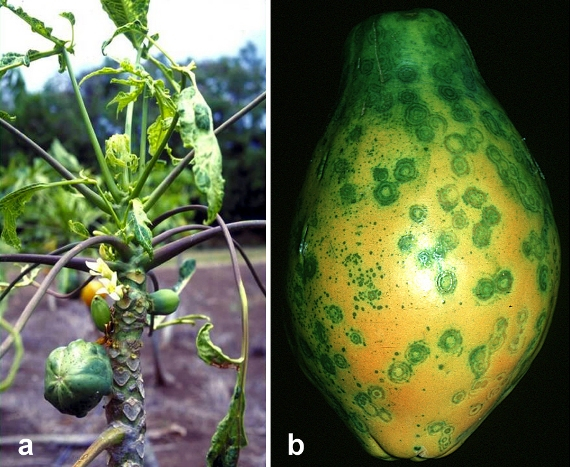
Så här ser papayan ut när den drabbats av papaya ringspot virus.

Genmodifiering har idag tillämpats på många av dagens grödor för att göra dem bättre och tåligare, bland annat på papaya och ris.

### Papaya
Papayan är viktig i stora delar av världen, inte bara som föda, utan även på grund av papain, ett enzym som bland annat används till att mjuka upp läder. På ön Oahu upptäckte man redan år 1937 ett virus, papaya ringspot virus, och för att rädda papaya-produktomen flyttade man det mesta av den till ön Puna. År 1992 påträffades viruset även där och ett program för att bli av med viruset inleddes och man förstörde alla de virusinfekterade odlingarna, men viruset spred sig ändå. Forskare vid Cornell universitetet och universitetet i Hawaii började ett forskningsprojekt om viruset redan år 1979, eftersom man då insåg att det bara var en tidsfråga innan viruset skulle drabba andra odlingar. Forskningens mål var att vara förberedd inför framtida angrepp samt hitta ett sätt att stoppa viruset på. Andra forskare hade upptäckt en metod som gjorde växter resistenta mot en sjukdom genom att modifiera dem med en gen från viruset och man bestämde sig för att testa metoden. År 1998 godkändes två virusresistenta sorter av papaya, problemet med papaya ringspot viruset var borta och man kunde få lika stora skördar som innan virusutbrottet.

### Det gyllene riset (The golden rice)
I många av dagens u-länder är undernäring ett stort problem. Deras ensidiga kost, som främst består av ris, innehåller oftast alldeles för lite jod, järn och vitamin A. I ett försök att få bukt med detta problem genmodifierade man ris så att det dels skulle producera större mängd provitamin A, dels ta upp mer järn ur marken. Namnet Det gyllene riset kommer från att provitamin A ger riset en guld-gulaktig färg. Målet var att riset skulle kosta precis lika mycket som vanligt ris, fast det skulle ge mer för pengarna, men när riset var färdigutvecklat stötte man på ett stort problem. 70 st av teknikerna som forskarna hade använt sig av, för att ändra risets näringsinnehåll, var patenterade av 32 olika företag. Med detta problem skulle inte det gyllene riset bli lika billigt att producera som ”vanligt ris”, eftersom bönderna hade behövt betala licensavgifter för att få odla det gyllene riset. Lösningen på problemet visade sig dock vara ganska enkel. De inblandade företagen, med hjälp av tryck från allmänheten, kände att de tjänade mer på att göra en god gärning och låta riset användas fritt istället för att förbjuda det.